# Pentaphlebia mangana
Pentaphlebia mangana (лат.) — вид стрекоз из семейства Pentaphlebiidae.
Экваториальная Африка: Габон, Конго-Браззавиль. Около ручьёв и водопадов в скалистых лесах на уровне от 90 до 700 м.

## Описание
Среднего размера металлически блестящие стрекозы почти полностью буровато-чёрного цвета с несколькими желтовато-зелёными линиями на груди. Длина тела около 3 см. Ширина заднего крыла 31,5 — 36,0 мм. Вид был впервые описан в 2015 году энтомологами Клаасом Дийкстра (Klaas-Douwe B. Dijkstra; Naturalis Biodiversity Center, Лейден, Нидерланды), Йенсом Киппингом (Jens Kipping; BioCart Environmental Consulting, Taucha/Лейпциг, Германия) и Николасом Мезьером (Nicolas Mézière; Куру, Французская Гвиана).